# 史夔
史夔（1659年—1713年），原名葵，字冑司，號耕巖，江南江寧府溧陽縣人，清朝政治人物、詩人。

## 生平
生於順治十六年（1659年）五月初二日。康熙二十年（1681年）辛酉科江南鄉試舉人，二十一年（1682年）壬戌科二甲第一名進士。選翰林院庶吉士，散館授編修，二十四年（1685年）任乙酉科會試同考官，二十八年（1689年）充日講起居注官，三十八年（1699年）任己卯科浙江鄉試同考官，五十年（1711年）四月任詹事府詹事兼翰林院侍讀學士，充經筵講官，“生平究心濂閩之學，躬行自得，終身不見疾言遽色，為世儒宗”，充《康熙字典》纂修官，誥授通奉大夫，五十二年（1713年）三月初三日卒，以子史貽直貴誥贈光祿大夫經筵講官太子太保文淵閣大學士兼吏部尚書，入祀鄉賢祠。

## 著作
著有《扶胥集》，另著有《佩壺集》一卷，今不存。

## 家族
祖父史順震，字爾長，一字南湘，號惕齋，明崇禎十年（1637年）蔭襲錦衣衛百戶，萬曆四十一年（1613年）癸丑二月十七日生，清康熙十七年（1678年）戊午四月二十一日卒，享年六十六歲。以曾孫史貽直貴贈光祿大夫經筵講官太子太保文淵閣大學士兼吏部尚書。祖母無錫錢氏（封恭人）。
父史鶴齡有四子：史夔（進士）、史普（進士）、史隨（進士）、史燾。史夔子史貽直、史貽謨均為進士。史貽直子史奕簪亦為進士。一門七進士。
夫人彭氏，封淑人，以子史貽直貴誥贈一品夫人；側室蔣氏，以子史貽謨貴誥封恭人。有六子：史貽簡、史貽直、史貽忠、史貽謙，彭氏出；史貽楷、史貽謨，蔣氏出。